# NGC 6829
NGC 6829 је спирална галаксија у сазвежђу Змај која се налази на NGC листи објеката дубоког неба.
Деклинација објекта је + 59° 54' 26" а ректасцензија 19h 47m 7,5s. Привидна величина (магнитуда) објекта NGC 6829 износи 14,1 а фотографска магнитуда 14,9. NGC 6829 је још познат и под ознакама UGC 11478, MCG 10-28-10, CGCG 303-9, 7ZW 915, PGC 63667.